# Nomada discedens
Nomada discedens là một loài Hymenoptera trong họ Apidae. Loài này được Pérez mô tả khoa học năm 1884.